# Antonio Mance
Antonio Mance (Fiume, 1995. augusztus 7. –) horvát utánpótlás válogatott labdarúgó, csatár, az ám-Szalál játékosa
Magyarországon korábban a Puskás Akadémia és a Debrecen csapatát is erősítette. 

## Pályafutása

### Klubcsapatokban
Mance a horvát NK Istra 1961 csapatában mutatkozott be a horvát élvonalban egy NK Hrvatski Dragovoljac elleni mérkőzésen 2014 áprilisában. 2015 és 2017 között a szlovén NK Domžale labdarúgója volt, mellyel 2017-ben szlovén kupát nyert. 2017 és 2019 között ötvenkét szlovák élvonalbeli mérkőzésen huszonegy gólt szerzett az AS Trenčín csapatában. 2019 tavaszán kölcsönben a francia élvonalbeli Nantesban szerepelt, nyáron leigazolta őt az NK Osijek. 2020 augusztusában kölcsönbe került a Puskás Akadémiához. 2021 augusztusában kölcsönbe a német Erzgebirge Aue csapatához került a Bundesliga 2-be. A kölcsönt 2022 januárjában felmondták, így visszatért Horvátországba. 2023 január végén másfél éves szerződést kötött a DVSC-vel. Szeptember 1-jén bejelentették, hogy kétéves szerződést kötött a ZTE csapatával. 2024. június 28-án jelentették be, hogy a katari ám-Szalál csapatába igazolt.

### A válogatottban
Többszörös horvát utánpótlás-válogatott, tagja volt az U19-es és U20-as válogatottnak is.

## Sikerei, díjai
NK Domžale
- Szlovén labdarúgókupa győztes: 2017

 Puskás Akadémia
- Magyar labdarúgó-bajnokság ezüstérmes: 2020–21